# Milkshake Man
Milkshake Man – singel australijskiego piosenkarza Go-Jo wydany 25 lutego 2025 roku. Kompozycja reprezentowała Australię w 69. Konkursie Piosenki Eurowizji (2025).

## Tło i kompozycja
Utwór został napisany przez Go-Jo we współpracy z członkami zespołu Sheppard tj. Amy Sheppard, George'em Sheppardem i Jasonem Bovino. Teledysk do piosenki został wydany 25 lutego 2025 na kanale Eurovision Song Contest i został wyreżyserowany przez Josha Harrisa.

## Konkurs Piosenki Eurowizji
25 lutego 2025 australijski nadawca Special Broadcasting Service (SBS) ogłosił, że wybrał Go-Jo wraz z utworem „Milkshake Man” do reprezentowania Australii w 69. Konkursie Piosenki Eurowizji w Bazylei. Utwór został zaprezentowany w drugim półfinale 15 maja 2025.

## Notowania
| Kraj            | Lista (2025)                              | Najwyższa pozycja |
| --------------- | ----------------------------------------- | ----------------- |
| Litwa           | Singlų Top 100                            | 30                |
| Szwecja         | Veckolista Heatseeker (Sverigetopplistan) | 16                |
| Wielka Brytania | UK Indie Breakers                         | 19                |
| Wielka Brytania | UK Download Chart                         | 61                |
| Wielka Brytania | UK Singles Sales                          | 64                |